# Rettungsmedaille (Island)
Die Rettungsmedaille wurde am 9. Oktober 1950 vom isländischen Staatspräsidenten Sveinn Björnsson gestiftet.
Sie kann allen Personen verliehen werden, die unter eigener Lebensgefahr das Leben eines Isländers gerettet haben.
Auf der Vorderseite zeigt die in zwei Klassen (Gold und Silber) verliehene Medaille die Gebirgskönigin mit der Umschrift afreksmerki hins islenzka lydveldis („Islands Rettungsmedaille“). Rückseitig ist das isländische Staatswappen zu sehen.
Getragen wird die Medaille an einem ultramarinblauen Band auf der linken Brust.